# Serhij Skatjenko
Serhij Viktorovytj Skatjenko (ukrainska: Сергі́й Ві́кторович Скаче́нко), född 18 november 1972 i Pavlodar i Kazakiska SSR, Sovjetunionen är en ukrainsk före detta fotbollsspelare.